# 866 (numero)
Ottocentosessantasei (866) è il numero naturale dopo l'865 e prima dell'867.

## Proprietà matematiche
- È un numero pari.
- È un numero composto con 4 divisori: 1, 2, 433, 866. Poiché la somma dei suoi divisori (escluso il numero stesso) è 436 < 866, è un numero difettivo.
- È un numero semiprimo.
- È un numero nontotiente (per cui la equazione φ(x) = n non ha soluzione).
- È un numero odioso.
- È un numero di Ulam.
- È un numero intero privo di quadrati.
- È un numero palindromo e un numero ondulante nel sistema posizionale a base 18 (2C2).
- È parte delle terne pitagoriche (290, 816, 866), (866, 187488, 187490).

## Astronomia
- 866 Fatme è un asteroide della fascia principale del sistema solare.
- NGC 866 è un galassia spirale della costellazione della Balena.

## Astronautica
- Cosmos 866 è un satellite artificiale russo.